# Calomarde
Calomarde es un municipio y localidad española de la provincia de Teruel, en la comunidad autónoma de Aragón. El término municipal tiene una población de 74 habitantes (INE 2024).

## Geografía
Tiene un área de 28,18 km² con una población de 80 habitantes (INE 2016) y una densidad de 2,84 hab./km². Está situado en el centro de la sierra de Albarracín y a 50 km de Teruel.

## Historia
El 21 de junio de 1257, por privilegio del rey Jaime I dado en Teruel, este lugar pasa a formar parte de Sesma de Frías de Albarracín en la  Comunidad de Santa María de Albarracín, que dependían directamente del rey, perdurando este régimen administrativo siendo la única que ha permanecido viva tras la aplicación del Decreto de Disolución de las mismas, en 1837, teniendo su sede actual en Tramacastilla.
Hacia mediados del siglo XIX el lugar tenía contabilizada una población de 360 habitantes. Aparece descrito en el quinto volumen del Diccionario geográfico-estadístico-histórico de España y sus posesiones de Ultramar de Pascual Madoz de la siguiente manera:

CALOMARDE: l. con ayunt. de la prov. de Teruel (11 horas), part. jud., adm. de rent. y dióc. de Albarracin (4), aud. terr. y c. g. de Zaragoza (33): sit. al S. de un cerro de los de la sierra de Albarracin; se halla defendido de los vientos del N., y su clima es saludable y de los mas templados de la misma: tiene 70 casas distribuidas en varias calles, y ademas la que se llama municipal, y contiene la cárcel; una escuela de primeras letras concurrida por 45 discípulos, y una igl. parr. (San Pedro Apóstol), servida por un cura y un sacristan: el curato es de segundo ascenso, y se provee por S. M. o el diocesano en concurso general; el templo es muy ant., segun lo demuestra una inscripcion que se lee en una de las piedras de la pared foral del mismo; el cementerio ocupa un parage ventilado fuera de la pobl.; los vec. de la v. se surten para beber y demas usos domésticos de las aguas de una fuente, que despues forma un arroyo por la abundancia con que brota, y va á enriquecer el r. Guadalaviar á 2 horas de dist. Confina el térm. por N. con los de Torres y Tramarastílla; por E. con el de Royuela; por S. con los de Frias y Moscardon, y por O. con los del Villar del Cobo y otra vez con el de Frias: tiene tres horas de circunferencia, y en ella se encuentran 2 ermitas dedicadas á San Gil Abad y San Sebastian Mártir. El terreno es montuoso y quebrado, tiene 20 fan. de tierra en regadio, y 500 en secano, siendo inculto todo el restante; en el que hay sobre 200 de monte de pinos con algunos pequeños chabascos; se crian yerbas de pasto para los ganados: no le atraviesa ningun r. ni arroyo, sí se esceptua el que se forma de la fuente de que hemos hecho mérito hablando de la pobl., con el que se riegan las 20 fan arriba mencionadas. caminos: todos son locales y se hallan en mal estado. correos: se recibe de Albarracin por medio de un peaton que hace este servicio á voluntad del alc. prod.: trigo, cebada, avena, legumbres y hortalizas, pero todo con tal escasez, que no bastando para el alimento de los hab., muchos de ellos tienen que emigrar en la temporada de invierno y buscar trabajo en las prov. interiores y meridionales; cria algun ganado lanar y caza de varias clases. La ind. y el comercio estan reducidos á proporcionarse con el trabajo en otros puntos el sustento que les niega la escasez del producto de su suelo. pobl.: 90 vec., 360 alm. El presupuesto municipal asciende á 2,812 rs., que se cubren con 769 rs. de un molino harinero, 689 de un horno de pan cocer, 604 del arriendo de los pastos, y el resto por reparto entre los vecinos.
(Madoz, 1846, p. 293)

## Demografía
Calomarde cuenta con una población de 74 habitantes (INE 2024).
| Gráfica de evolución demográfica de Calomarde entre 1842 y 2021                                                     |
| |
| Población de derecho según los censos de población del INE Población de hecho según los censos de población del INE |

## Administración y política

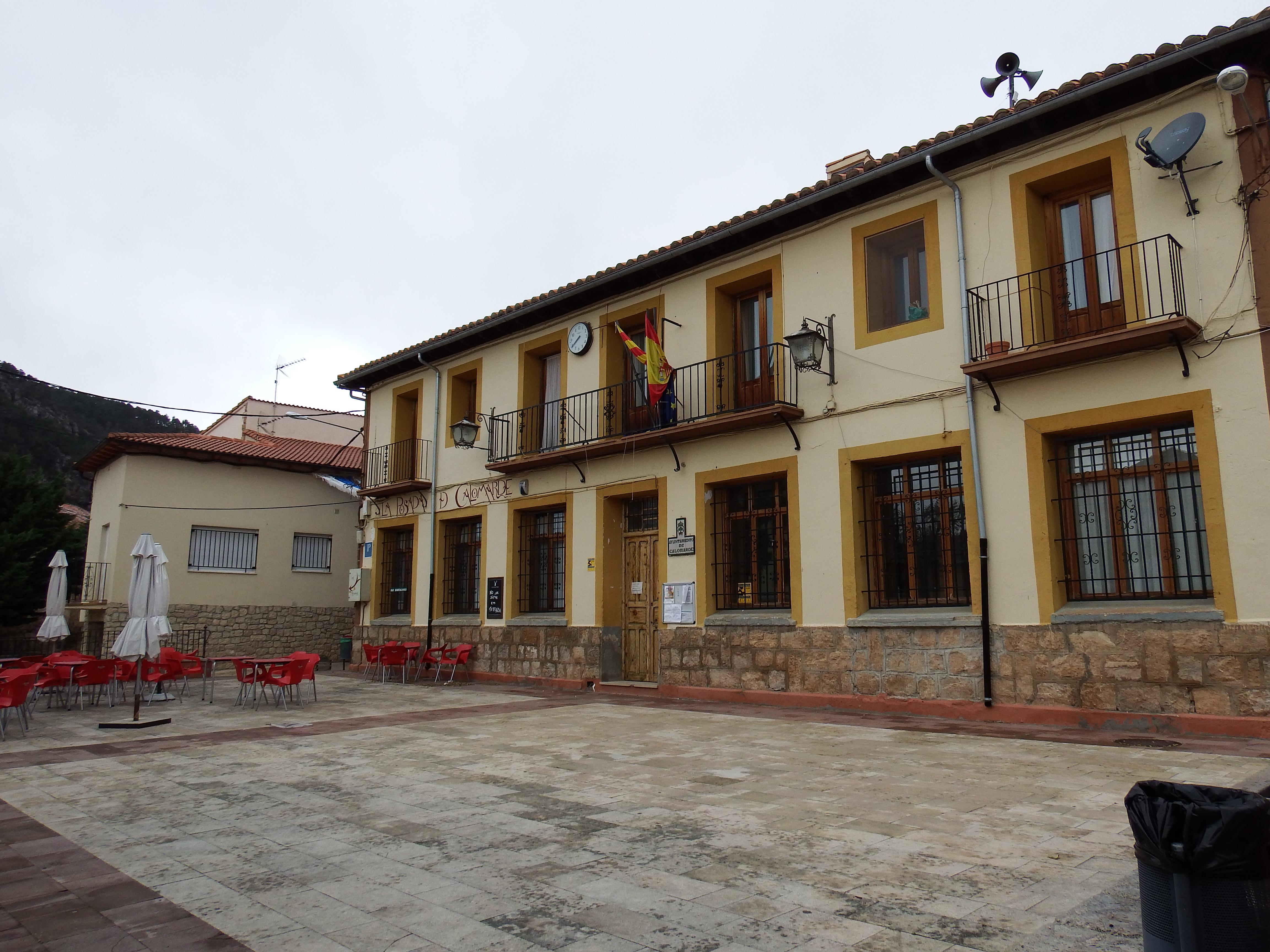
Casa consistorial

| Período   | Alcalde                          | Partido |  |
| --------- | -------------------------------- | ------- |  |
| 1979-1983 | Pascual Pérez Martínez           | Ind.    |  |
| 1983-1987 |                                  |         |  |
| 1987-1991 |                                  |         |  |
| 1991-1995 |                                  |         |  |
| 1995-1999 |                                  |         |  |
| 1999-2003 |                                  |         |  |
| 2003-2007 |                                  |         |  |
| 2007-2011 |                                  |         |  |
| 2011-2015 | Rodolfo Andrés Hernández Barrera | PP      |  |

| Partido político    | Partido político                                   | 2003   | 2007   | 2011   | 2015   |
| Partido político    | Partido político                                   | Ediles | Ediles | Ediles | Ediles |
|                     | Partido Popular de Aragón (PP)                     | 1      | 1      | 2      | 2      |
|                     | Partido Aragonés (PAR)                             | —      | —      | 1      | 1      |
|                     | Partido de los Socialistas de Aragón (PSOE-Aragón) | —      | —      | —      | —      |
|                     | Chunta Aragonesista (CHA)                          | —      | —      | —      | —      |
| Total de concejales | Total de concejales                                | 1      | 1      | 3      | 3      |

## Patrimonio

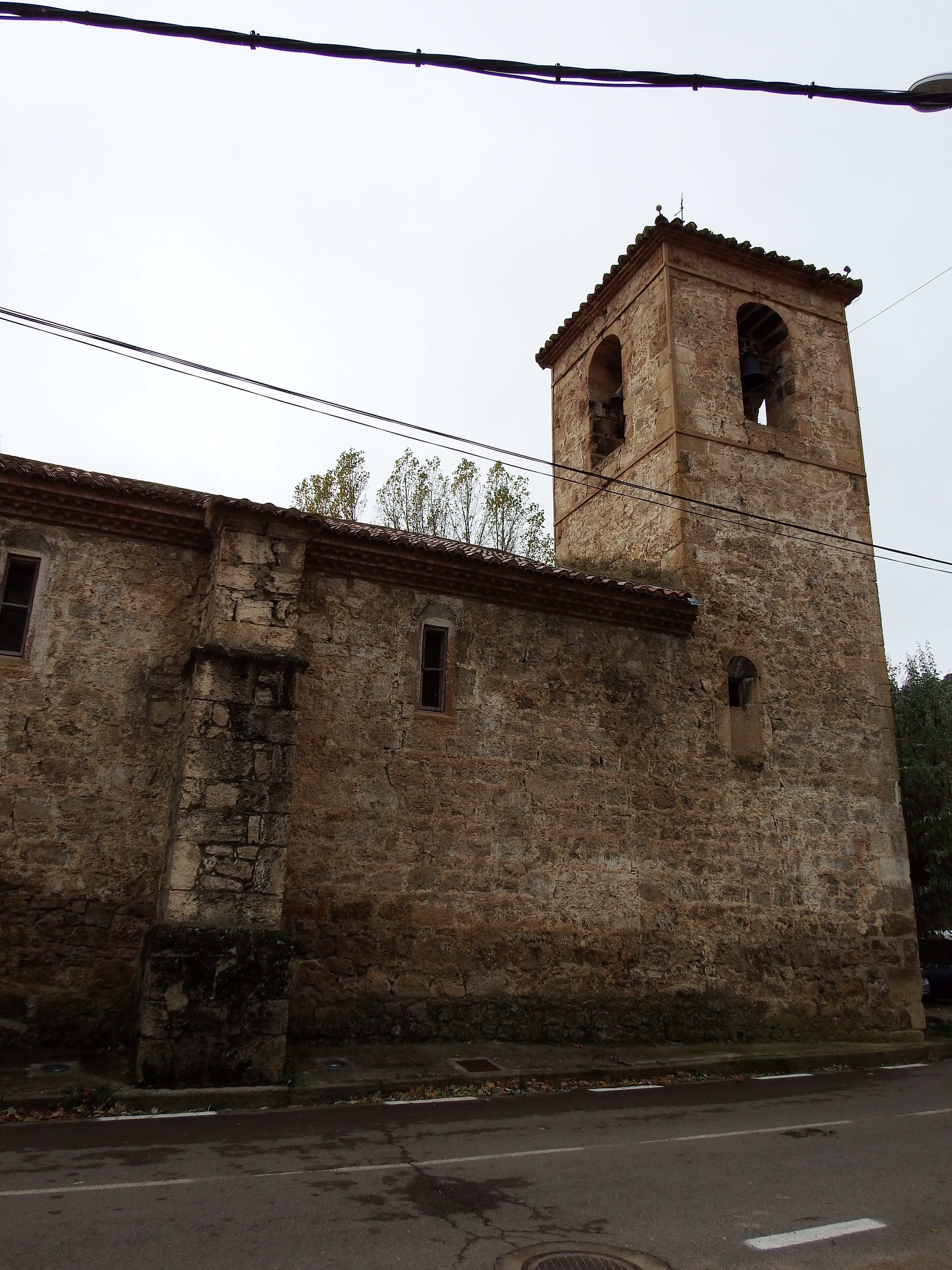
Iglesia de San Pedro

En la localidad hay una iglesia bajo la advocación de San Pedro Apóstol.

## Lugares que visitar
- Cascada del Molino Viejo (también conocida como Cascada Batida).
- Hoz del barranco del Río Blanco. Acondicionado con escaleras, pasarelas y cadenas de seguridad. Llega hasta el vecino pueblo de Frías de Albarracín.
- El Rollo.